# Hokitika & Kanieri Tramway
| Hokitika & Kanieri Tram Station |                   |                                 |                                 |
| Streckenverlauf der Pferdestraßenbahn |                   |                                 |                                 |
| Streckenlänge: | 3,5 km            |                                 |                                 |
| Spurweite: | 1067 mm (Kapspur) |                                 |                                 |
| |                   |                                 |                                 |
| \| \| \| Hokitika (NZR) \| \| \| \| 0 \| ehem. Übergang zum Netz der NZR \| ehem. Übergang zum Netz der NZR \| \| \| \| Gibson Quay in Hokitika \| \| \| \| \| Westland Milk Products \| \| \| \| \| Stuart & Chapman Sägewerk \| \| \| \| \| \| \| \| \| 3,5 \| Hotel Terminus in Kaniere \| Hotel Terminus in Kaniere \| |                   |                                 |                                 |
| Strecke von links · Bahnhof quer |                   | Hokitika (NZR)                  | Hokitika (NZR)                  |
| ehemaliger Kilometer-Wechsel | 0                 | ehem. Übergang zum Netz der NZR | ehem. Übergang zum Netz der NZR |
| ehemaliger Bahnhof |                   | Gibson Quay in Hokitika         | Gibson Quay in Hokitika         |
| Betriebs-/Güterbahnhof Strecke ab hier außer Betrieb |                   | Westland Milk Products          | Westland Milk Products          |
| Dienststation / Betriebs- oder Güterbahnhof (Strecke außer Betrieb) |                   | Stuart & Chapman Sägewerk       | Stuart & Chapman Sägewerk       |
| Strecke (außer Betrieb) |                   |                                 |                                 |
| Kopfbahnhof Streckenende (Strecke außer Betrieb) | 3,5               | Hotel Terminus in Kaniere       | Hotel Terminus in Kaniere       |

Die Hokitika & Kanieri Tramway war von 1866 bis 1914 eine etwa 3,5 Kilometer lange Pferdestraßenbahn und in den 1920er bis 1950er Jahren eine Waldeisenbahn entlang dem Hokitika River zwischen Hokitika und Kaniere im Westland District der Region West Coast auf der Südinsel von Neuseeland.

## Geschichte

### Bau
Im Jahr 1866 baute die Hokitika & Kanieri Tramway Company eine Straßenbahn mit hölzernen Schienen vom Schiffsanleger in Hokitika zum Hotel Terminus in Kanieri. Im November 1866 wurden die Ausschreibungen für den Bau der Strecke veröffentlicht, und diese dann abschnittsweise verlegt.

### Straßenbahnbetrieb

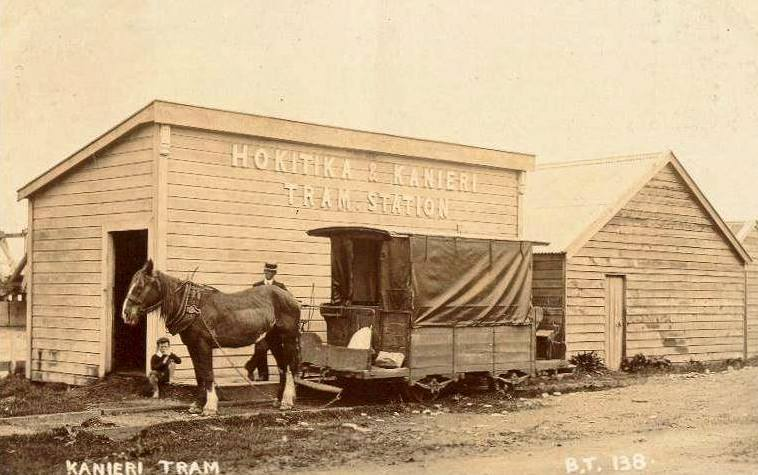
Pferdestraßenbahn an der Hokitika & Kanieri Tram Station

Die erste Anzeige für den Straßenbahnbetrieb erschien im Mai 1867 in der West Coast Times mit fünf Hin- und Rückfahrten an jedem Werktag und sechs an Sonntagen. Die Straßenbahngesellschaft verpachtete den Betrieb bald nach der Fertigstellung an Smith and Co. Diese kündigten den Pachtvertrag im April 1874, woraufhin die Straßenbahngesellschaft Schwierigkeiten hatte, einen neuen Pächter zu finden, da bis Februar 1875 niemand Interesse zeigte. Ende 1876 beschloss das Unternehmen, den Betrieb einzustellen und bot die Straßenbahnlinie, alle Schienenfahrzeuge und das 17 Hektar große Grundstück zwischen der Straßenbahn und der Kaniere Road zum Verkauf an. John Mc Fadyen kaufte das Gesamtpaket und betrieb die Straßenbahn bis 1885, als er bankrott erklärt wurde.

### Besitzerwechsel
John Maher, ein Bauunternehmer aus Hokitika, kaufte dann die Straßenbahnlinie und verpachtete deren Betrieb an Richard Heyward. Im Jahr 1886 veröffentlichte Heyward eine Ausschreibung für Streckenwartungsarbeiten. Heyward betrieb die Strecke nur ein Jahr.  1887 übernahm Herr O’Malley den Mietvertrag. Er scheint die Straßenbahn bis 1896 betrieben zu haben, als Michael Meyer, wahrscheinlich ein Verwandter von John Maher, sie als Eigentümer übernahm.
Michael Meyer verließ Neuseeland 1897 und verkaufte die Straßenbahnlinie und zugehörige Gebäude. Zu diesem Zeitpunkt gab zwei Straßenbahnhallen, eine am Gibson Quay und eine in Kaniere, ein Bahnhofsgebäude an der Endstation Hokitika sowie Pferde, Geschirre und weiteres Material und Pflanzen.
Die Straßenbahn wurde von Owen McGuigan erworben, dem später sein Sohn Thomas beitrat. McGuigan errichtete an der Endstation Hokitika oberhalb der Brücke über den Hokitika River eine geräumigere Station, aber diese wurde bereits 1909 wieder abgerissen. Die McGuigans betrieben weiterhin die Straßenbahn bis 1914, als der Passagierbetrieb endgültig eingestellt wurde.

### Waldbahnbetrieb

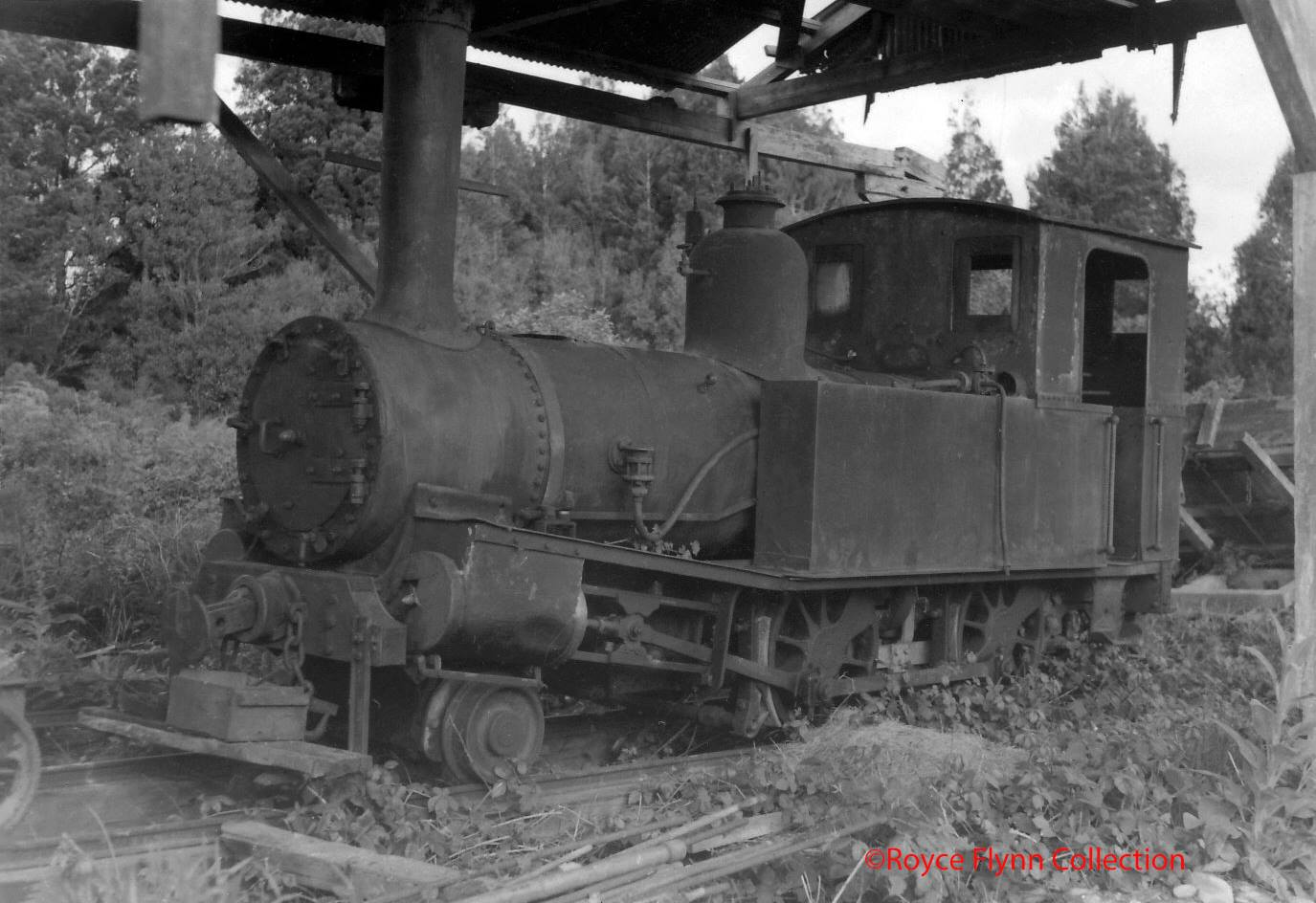
Dampflok D 144 in Hokitika, 1955

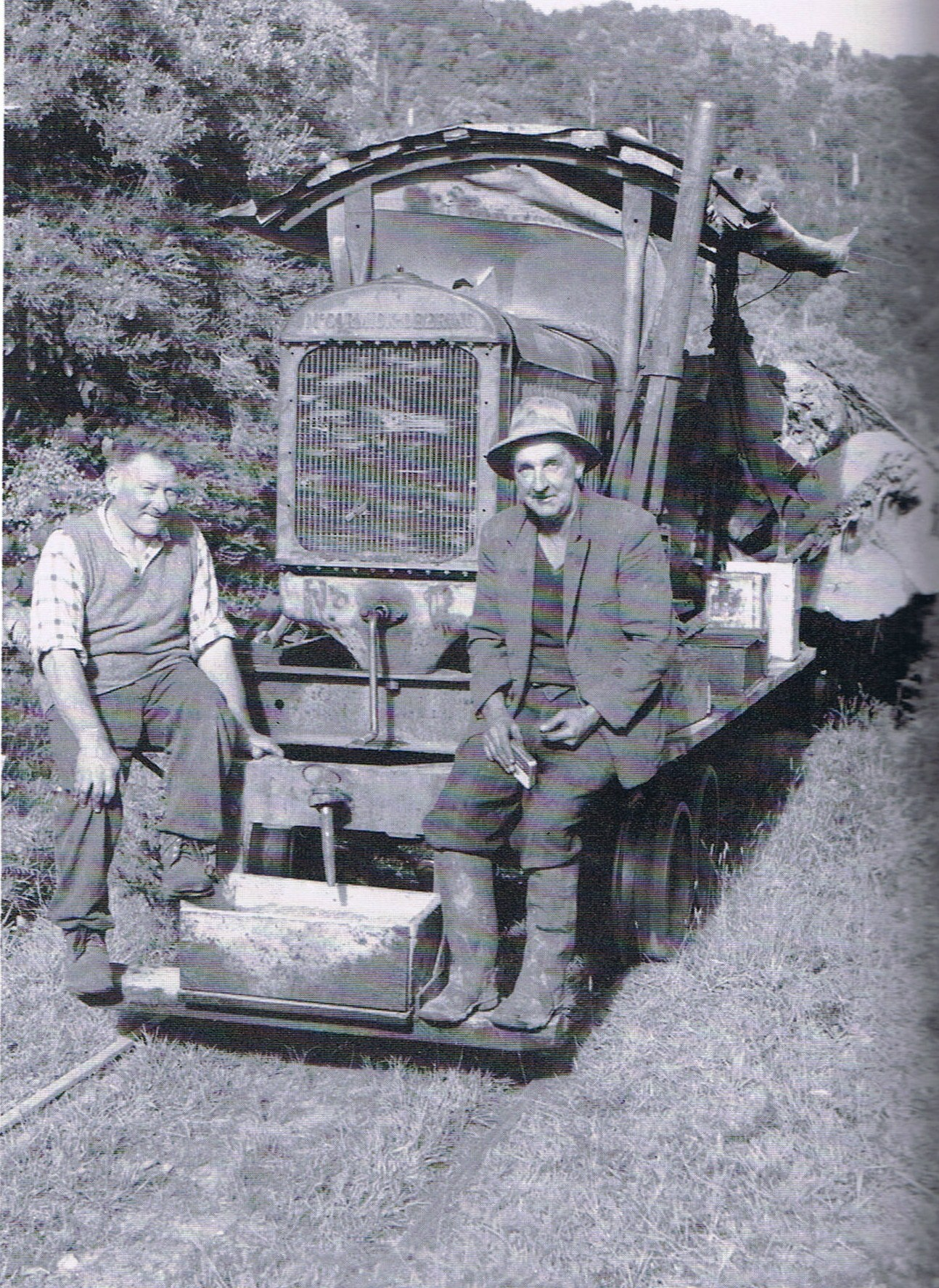
Waldbahnlokomotive von Stuart & Chapman mit Langholzzug

Die Strecke blieb bis in die 1920er Jahre ungenutzt, als das Kaniere–Hokitika-Sägewerk auf dem Gelände der heutigen christlichen Kirche an der Kaniere Road errichtet wurde. Das Sägewerk war später im Besitz der Firma Stuart & Chapman. Die Sägewerksbesitzer renovierten die Gleise, um Holz nach Hokitika zu transportieren, und bauten Waldbahn-Zweigstrecken, die ihr Sägwerk mit den Forstbetrieben von Kaniere bis nach Mackay’s Creek verbanden. Die Kanieri-Hokitika Sawmilling Company setzte 1928–1951 eine gebraucht erworbene Dampflokomotive der NZR-Klasse D ein. Eine Leichtbenzin-Lokomotive fuhr um 1962 auf der Waldbahn.
Die Waldbahn wurde verwendet, um Baumstämme in das Sägewerk von Stuart & Chapman zu transportieren, bis sie diesbezüglich in den 1950er Jahren durch den Straßentransport ersetzt wurde. Sie transportierte weiterhin Schnittholz per Bahn zum Bahnhof von Hokitika, bis das Sägewerk am 8. Mai 1966, also 100 Jahre nach dem Bau der ersten Straßenbahn, durch einen Brand zerstört wurde.

### Heutige Nutzung
Ein Teil der Strecke ist noch in Betrieb und wird als Stichgleis entlang des Gibson Quay von Westland Milk Products genutzt. Auf dem Rest des Right-of-Way wurde ein Radwanderweg angelegt.